# Айсіс Тейлор
Азріе́ла К. Бе́йкер (англ. Asriela C. Baker); нар. 23 жовтня 1989 року, Сан-Франциско, Каліфорнія, США), відома як А́йсіс Те́йлор (англ. Isis Taylor) — американська порноакторка.

## Життєпис
Потрапила в порноіндустрію в 19 років у 2008 році. У листопаді того ж року стала Hustler Honey.
У вересні 2010 року стала «Кішечкою місяця» порножурналу Penthouse.

## Номінації та нагороди
- 2010 AVN Award номінація — Найкраща POV сцена — Pound the Round POV[4]
- 2010 XRCO Award номінація — «Кремова мрія» (англ. Cream Dream)[5]
- 2010 XBIZ Award номінація — Нова старлетка року[6]
- 2010 XFANZ Award перемога — Нова старлетка року[7]
- 2011 AVN Award номінація — Невідкрита старлетка року[8]
- 2011 XBIZ Award номінація — Сайт порнозірки року — IsisTaylorXXX.com[9]